# 二ツ塚峠
二ツ塚峠（ふたつづかとうげ）は、東京都青梅市と東京都西多摩郡日の出町の境にある東京都道31号青梅あきる野線の峠である。

## 概要
標高326m。平均勾配約6%、片側一車線が2kmほどつづく。
青梅市側は日の出町側よりが距離が少し短いため勾配が若干きつい。峠は石垣の切通しになっている。付近には二ツ塚廃棄物広域処分場があるため、平日の日中はダンプカーやトラックなどの往来が激しく、休日も昼間は乗用車などの通行量がやや多い。日の出町側の峠一歩手前は交差点になっており信号がある。
多摩地域の自転車愛好者にも有名な峠である。この峠は旧京塚峠であり、悲劇の話が残る峠は旧二ツ塚峠として別に存在する。